# Achille Corona
Achille Corona (Roma, 30 luglio 1914 – Roma, 20 novembre 1979) è stato un politico e giornalista italiano.

## Biografia
Laureato in giurisprudenza, avvocato, durante la Seconda guerra mondiale fu redattore capo dell'Avanti!, del quale organizzò il primo numero clandestino durante l'occupazione nazifascista.
Nel 1945 fu uno dei fondatori di Unità Proletaria, che poco dopo però fece confluire all'interno del Partito Socialista Italiano, di cui fu uno dei più noti esponenti soprattutto negli anni sessanta.
Il 18 aprile del 1948 fu eletto deputato con le liste del Fronte Democratico Popolare: tra le file del PSI avrebbe confermato il suo seggio alla Camera nel 1953, nel 1958, nel 1963 e nel 1968. In quegli anni fu anche consigliere comunale (1951-1958) ed assessore al turismo del comune di Pesaro.
Nel 1972 approdò a Palazzo Madama e divenne senatore, incarico che mantenne fino alla morte.
Fu Ministro del Turismo e dello Spettacolo nel primo, nel secondo e nel terzo governo Moro nel quale si adoperò a favore degli enti lirici e delle attività musicali quale firmatario della Legge 800/1967 ed occupò, nel quarto governo Rumor, il dicastero dell'Ambiente, che venne varato per la prima volta da lui nel 1973.
Con la fine della segreteria di Francesco De Martino e l'ascesa politica di Bettino Craxi Corona venne progressivamente emarginato dai vertici del PSI.